# ثكنة

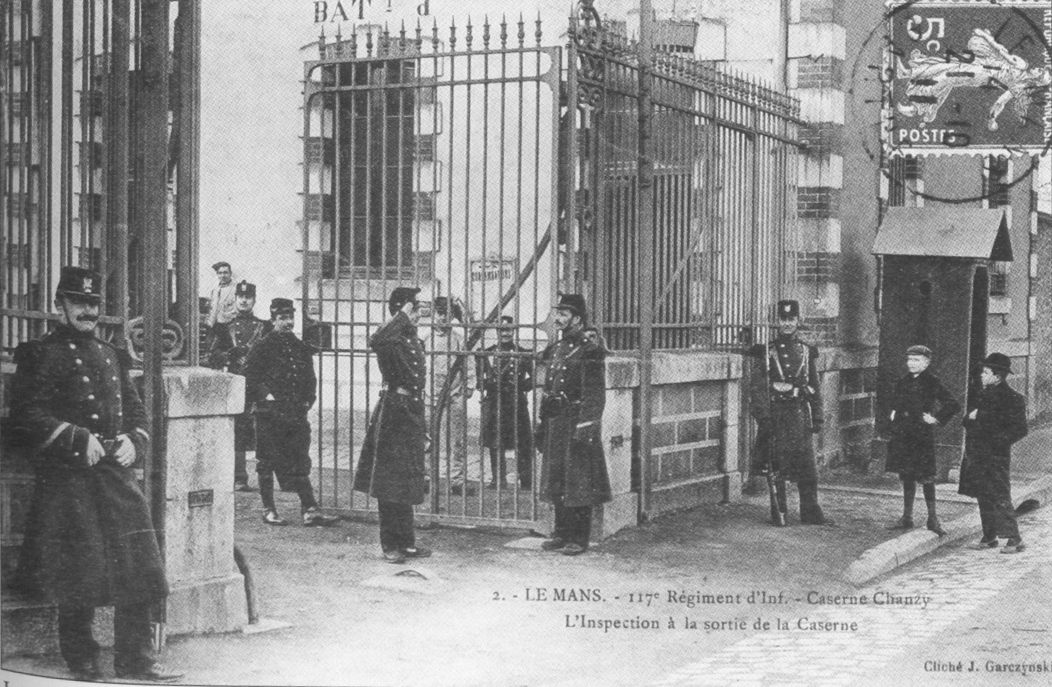
ثكنة عسكرية في فرنسا.

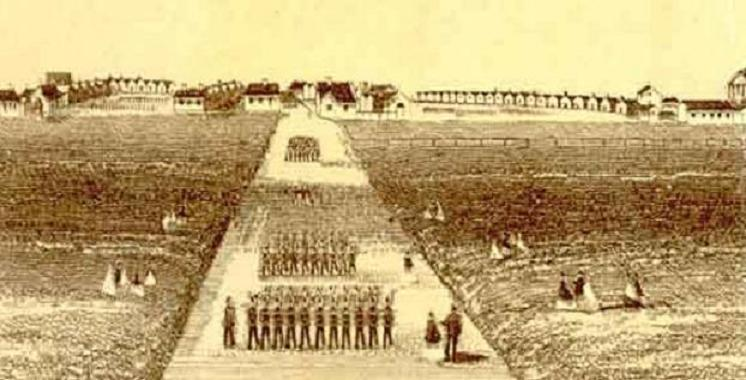
ثكنة من عام 1866 في فرنسا

الثُّكْنَة (جمع: ثُكْنَات ثُكُنَات وثُكَنَات وثُكْنَى) أو ثكن وهي مركز الجنود ومجتمعهم.